# Grzegorz Barth
Grzegorz Barth (ur. 11 czerwca 1975 w Bydgoszczy) – ksiądz katolicki, teolog, doktor habilitowany nauk teologicznych, nauczyciel akademicki Katolickiego Uniwersytetu Lubelskiego Jana Pawła II.

## Życiorys
W latach 1995–2001 odbył studia w Prymasowskim Wyższym Seminarium Duchownym w Gnieźnie i jednocześnie na Wydziale Teologicznym UAM w Poznaniu. W 2001 otrzymał święcenia kapłańskie i został wikariuszem parafii św. Urszuli Ledóchowskiej w Bydgoszczy. W latach 2003–2007 studiował na Wydziale Teologii Katolickiego Uniwersytetu Lubelskiego Jana Pawła II, gdzie w 2007 na podstawie rozprawy zatytułowanej Personalizm integralny w myśli filozoficzno-teologicznej ks. Wincentego Granata uzyskał stopień naukowy doktora. Na podstawie dorobku naukowego oraz rozprawy pt. Hermeneutyka osoby nadano mu na tym samym wydziale w 2013 stopień doktora habilitowanego. Od 2007 jest nauczycielem akademickim Wydziału Teologii KUL.
Opublikował m.in. Hermeneutyka osoby (2013), Ku pełni osoby w Chrystusie: Wincentego Granata personalizm integralny (2009).